# Centrolene hesperia
Centrolene hesperia es una especie de anfibio anuro de la familia de las ranas de cristal (Centrolenidae). Esta rana es endémica de la vertiente pacífica de la cordillera Central en el departamento de Cajamarca, norte de Perú entre los 1500 y los 1800 metros de altitud. Es una rana nocturna que habita junto a quebradas en bosques de montaña. Pone sus huevos en hojas junto a los arroyos, y cuando eclosionan los renacuajos caen al agua donde se desarrollarán.
Tiene un área de distribución conocida muy reducida y sus poblaciones están disminuyendo lo que hace que se considere en peligro de extinción. Las principal amenaza de esta especie es la deforestación de los bosques que habita.